# Costache Aristia

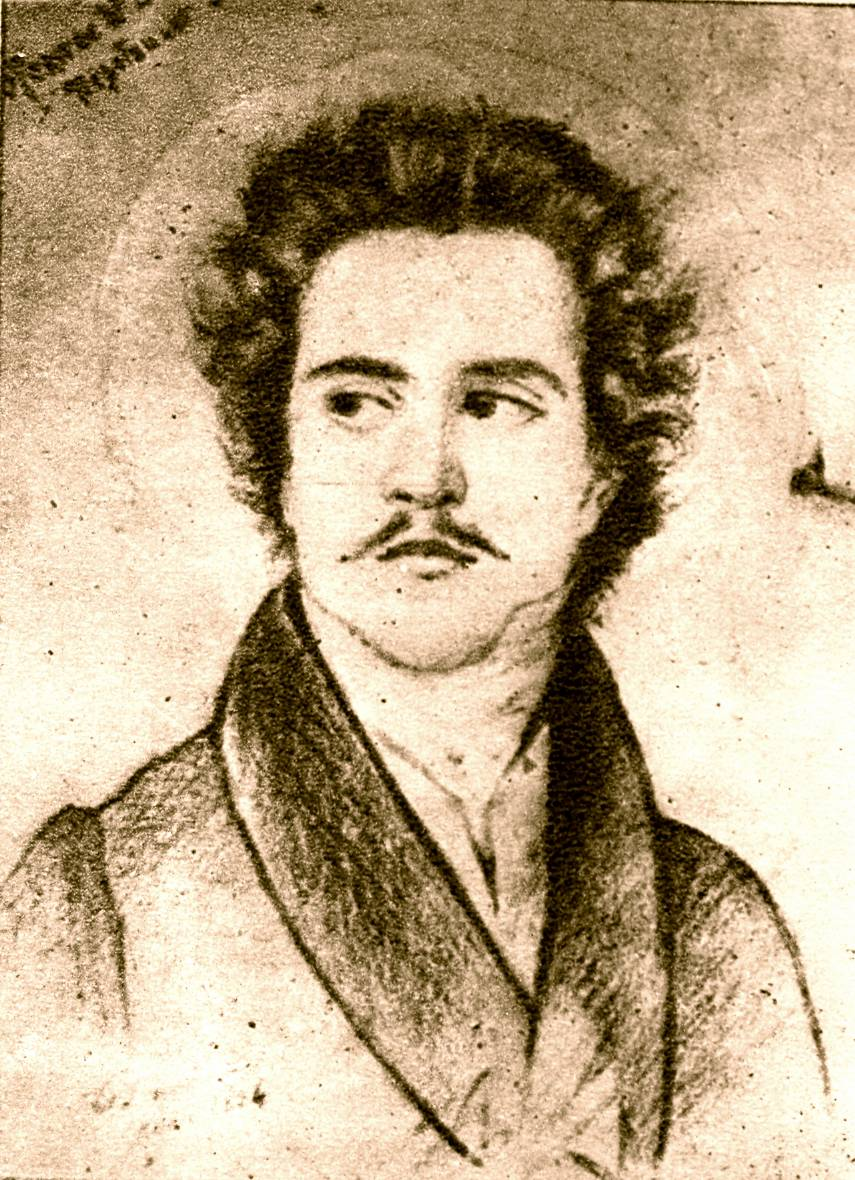
Costache Aristia, desen de Dupré

Constantin (Costache) Aristia (n. 1800, București sau Constantinopol – d. 18 aprilie 1880, București) a fost un actor, scriitor și om politic român, de origine grecească.
A participat la răscoala lui Tudor Vladimirescu și la Revoluția din 1848.
Artist-cetățean, Aristia a imprimat teatrului un caracter militant politic. 

## Actor și scriitor
După o scurtă apariție, ca elev, pe scena de la Cișmeaua Roșie, a fost trimis de domnița Ralu Caradja la școala din Paris a lui Joseph François Talma. Întors în țară, a întemeiat în 1833, împreună cu alți intelectuali legați de mișcarea revoluționară democrată, prima școală de artă dramatică. Pregătind primele cadre profesionale de actori, el a pus bazele teatrului cult în Țara Românească. A tradus din Homer (publică la București, în 1837, prima traducere în română a Iliadei), Vittorio Alfieri etc.
În 1853 întemeiază ziarul Săteanul creștin.
Printre elevii lui Aristia s-au numărat Costache Caragiale și Eufrosina Popescu.
Împreună cu Ion Heliade-Rădulescu și alții a fost cofondator al Teatrului Național din București (1852). Planificarea a început deja în anul 1836.

## Revoluționar
Aristia a participat la răscoala lui Tudor Vladimirescu ca eterist, luptând alături de Alexandru Ipsilanti la Drăgășani (1821).
Mai târziu, participă la Revoluția de la 1848 din Țara Românească. Este ales comandant al Gărzii Naționale. Exilat după înfrângerea Revoluției, trăiește în Austria, Franța, Turcia și Grecia. În 1851 i se permite să se întoarcă în țară.
A decedat în 1880 și a fost înmormântat în Cimitirul „Sfânta Vineri” din București